# Lista de séries de televisão da Band
Os seriados e séries da Band estão relacionados nesta lista, que apresenta: data de início, data do final e quantidade de capítulos das séries e seriados da Band.

## Séries e seriados nacionais por ordem de exibição

### Década de 1960
| # | Início                 | Término             | Título                   | Temp. | Cap. | Autoria                                       | Diretor                       | Ref.  |
| - | ---------------------- | ------------------- | ------------------------ | ----- | ---- | --------------------------------------------- | ----------------------------- | ----- |
| 1 | 15 de setembro de 1967 | 26 de julho de 1968 | Além, Muito Além do Além | 1     | 35   | José Mojica Marins Rubens Francisco Lucchetti | José Mojica Marins            | [ 1 ] |
| 2 | 12 de dezembro de 1967 | 1969                | Sítio do Picapau Amarelo | 3     | 39   | Júlio Gouveia Tatiana Belinky                 | Júlio Gouveia Tatiana Belinky | [ 2 ] |

### Década de 1980
| #  | Início                 | Término                | Título            | Temp. | Cap. | Autoria                                    | Diretor            | Ref.   |
| -- | ---------------------- | ---------------------- | ----------------- | ----- | ---- | ------------------------------------------ | ------------------ | ------ |
| 3  | 6 de outubro de 1981   | 1982                   | Dona Santa        | 1     | 32   | Geraldo Vietri Marcos Caruso               | Marcos Caruso      | [ 3 ]  |
| 4  | 19 de setembro de 1983 | 25 de junho de 1984    | Casa de Irene     | 1     | -    | Geraldo Vietri                             | Jardel Mello       | [ 4 ]  |
| 5  | 1983                   | 1984                   | Casal 80          | 1     | -    | Sérgio Jockymann                           | John Herbert       | [ 5 ]  |
| 6  | 1986                   | 1986                   | Carne de Sol      | 1     | 04   | Orlando Senna                              | Dilma Lóes         | [ 6 ]  |
| 7  | 28 de março de 1987    | 28 de abril de 1990    | Bronco            | 3     | -    | Carlos Alberto de Nóbrega                  | Adriano Stuart     | [ 7 ]  |
| 8  | 4 de janeiro de 1988   | 29 de janeiro de 1988  | Chapadão do Bugre | 1     | -    | Antônio Carlos Fontoura                    | Walter Avancini    | [ 8 ]  |
| 9  | 31 de julho de 1989    | 11 de agosto de 1989   | Colônia Cecília   | 1     | -    | Patrícia Melo Carlos Nascimbeni            | Hugo Barreto       | [ 9 ]  |
| 10 | 21 de agosto de 1989   | 15 de setembro de 1989 | O Cometa          | 1     | -    | Manoel Carlos                              | Roberto Vignatti   | [ 10 ] |
| 11 | 5 de dezembro de 1989  | 16 de dezembro de 1989 | Capitães da Areia | 1     | 10   | Antônio Carlos Fontoura Walter Lima Júnior | Walter Lima Júnior | [ 11 ] |

### Década de 1990
| #  | Início                | Término                | Título                    | Temp. | Cap. | Autoria                        | Diretor            | Ref.   |
| -- | --------------------- | ---------------------- | ------------------------- | ----- | ---- | ------------------------------ | ------------------ | ------ |
| 12 | 1 de junho de 1996    | 1996                   | Confissões de Adolescente | 2     | 41   | Daniel Filho Euclydes Marinho  | Daniel Filho       | [ 12 ] |
| 13 | 7 de dezembro de 1998 | 11 de dezembro de 1998 | Contos de Natal           | 1     | 05   | Ana Maria Moretzsohn           | Del Rangel         | [ 13 ] |
| 14 | 13 de junho de 1999   | 4 de dezembro de 1999  | Santo de Casa...          | 1     | 22   | Robert Sternin Prudence Fraser | Walter Lima Júnior | [ 14 ] |
| 15 | 13 de junho de 1999   | 4 de dezembro de 1999  | A Guerra dos Pintos       | 1     | 22   | Marcos Bernstein               | Del Rangel         | [ 15 ] |
| 16 | 4 de outubro de 1999  | março de 2000          | As Aventuras de Tiazinha  | 2     | -    | Mário Teixeira                 | Del Rangel         | [ 16 ] |

### Década de 2000
| #  | Início                  | Término            | Título                                   | Temp. | Cap. | Autoria        | Diretor     | Ref.   |
| -- | ----------------------- | ------------------ | ---------------------------------------- | ----- | ---- | -------------- | ----------- | ------ |
| 17 | 25 de fevereiro de 2008 | 7 de março de 2008 | Haru e Natsu: As cartas que não chegaram | 1     | 10   | Sugako Hashida | Meneyo Sato | [ 17 ] |

### Década de 2010
| #  | Início                  | Término                | Título               | Temp. | Cap. | Autoria           | Diretor                  | Ref.   |
| -- | ----------------------- | ---------------------- | -------------------- | ----- | ---- | ----------------- | ------------------------ | ------ |
| 18 | 23 de agosto de 2010    | 18 de outubro de 2010  | Tô Frito             | 1     | 09   | Marcelo Pires     | Flávia Moraes            | [ 18 ] |
| 19 | 19 de julho de 2011     | 13 de setembro de 2011 | Os Anjos do Sexo     | 1     | 08   | Domingos Oliveira | José Roberto Sanseverino | [ 19 ] |
| 20 | 17 de outubro de 2011   | 4 de maio de 2012      | Julie e os Fantasmas | 1     | 26   | Paula Knudsen     | Luca Paiva Mello         | [ 20 ] |
| 21 | 16 de fevereiro de 2016 | 08 de março de 2016    | Terminadores         | 1     | 08   | Thiago Amendoeira | Arnaldo Branco           | [ 21 ] |

### Década de 2020
| #  | Início                 | Término                | Título                          | Temp. | Cap. | Autoria                                                          | Diretor                                  | Ref.          |
| -- | ---------------------- | ---------------------- | ------------------------------- | ----- | ---- | ---------------------------------------------------------------- | ---------------------------------------- | ------------- |
| 22 | 02 de janeiro de 2022  | 06 de janeiro de 2022  | Manhãs de Setembro              | 1     | 05   | Alice Marcone Carla Meirelles Marcelo Montenegro Josefina Trotta | Luís Pinheiro Dainara Toffoli            | [ 22 ]        |
| 23 | 03 de janeiro de 2022  | 10 de janeiro de 2023  | Desjuntados                     | 1     | 02   | Mina Oliveira Dani Valente                                       | Anne Pinheiro Guimarães Olivia Guimarães | [ 23 ] [ 24 ] |
| 24 | 3 de setembro de 2022  | 31 de dezembro de 2022 | Nóis na Firma                   | 1     | 18   | Claudio Torres Gonzaga                                           | Maurício Donato                          | [ 25 ]        |
| 25 | 12 de setembro de 2024 | 03 de outubro de 2024  | Vidas Bandidas                  | 1     | 4    | Mariano Cohn Gastón Duprat                                       | Gustavo Bonafé                           | [ 26 ]        |
| 26 | 04 de outubro de 2024  | 04 de outubro de 2024  | Cidade de Deus: A Luta Não Para | 1     | 1    | Sérgio Machado                                                   | Aly Muritiba                             | [ 27 ] [ 28 ] |

## Séries estrangeiras em horário nobre

### Década de 2020
| # | Início                | Término                | Título    | Temp. | Cap. | Autoria         | Diretor                                         | Ref.   |
| - | --------------------- | ---------------------- | --------- | ----- | ---- | --------------- | ----------------------------------------------- | ------ |
| 1 | 4 de setembro de 2023 | 29 de dezembro de 2023 | Outlander | 6     | 67   | Ronald D. Moore | David Brown Caitriona Balfe Sam Heughan         | [ 29 ] |
| 2 | 15 de janeiro de 2024 | 24 de maio de 2024     | Vikings   | 6     | 89   | Michael Hirst   | Steve Wakefield Keith Thompson Sanne Wohlenberg | [ 30 ] |